# مارکو زورو
مارکو زورو (انگلیسی: Marco Zoro؛ زادهٔ ۲۷ دسامبر ۱۹۸۳) یک بازیکن فوتبال اهل ساحل عاج است.
وی همچنین در تیم ملی فوتبال ساحل عاج بازی کرده‌است.